# Montmirail (eau minérale)
Pour les articles homonymes, voir Montmirail.
La source de Montmirail, dite Source verte, a été exploitée et mise en service du 26 mai 1859 à 1939. Située, au bas du piémont des Dentelles de Montmirail, sur le territoire de la commune de Gigondas, elle était uniquement accessible par la route partant de Vacqueyras. Elle a accueilli les plus grandes personnalités de l'époque comme Frédéric Mistral ou l'actrice Sarah Bernhardt.

## Historique

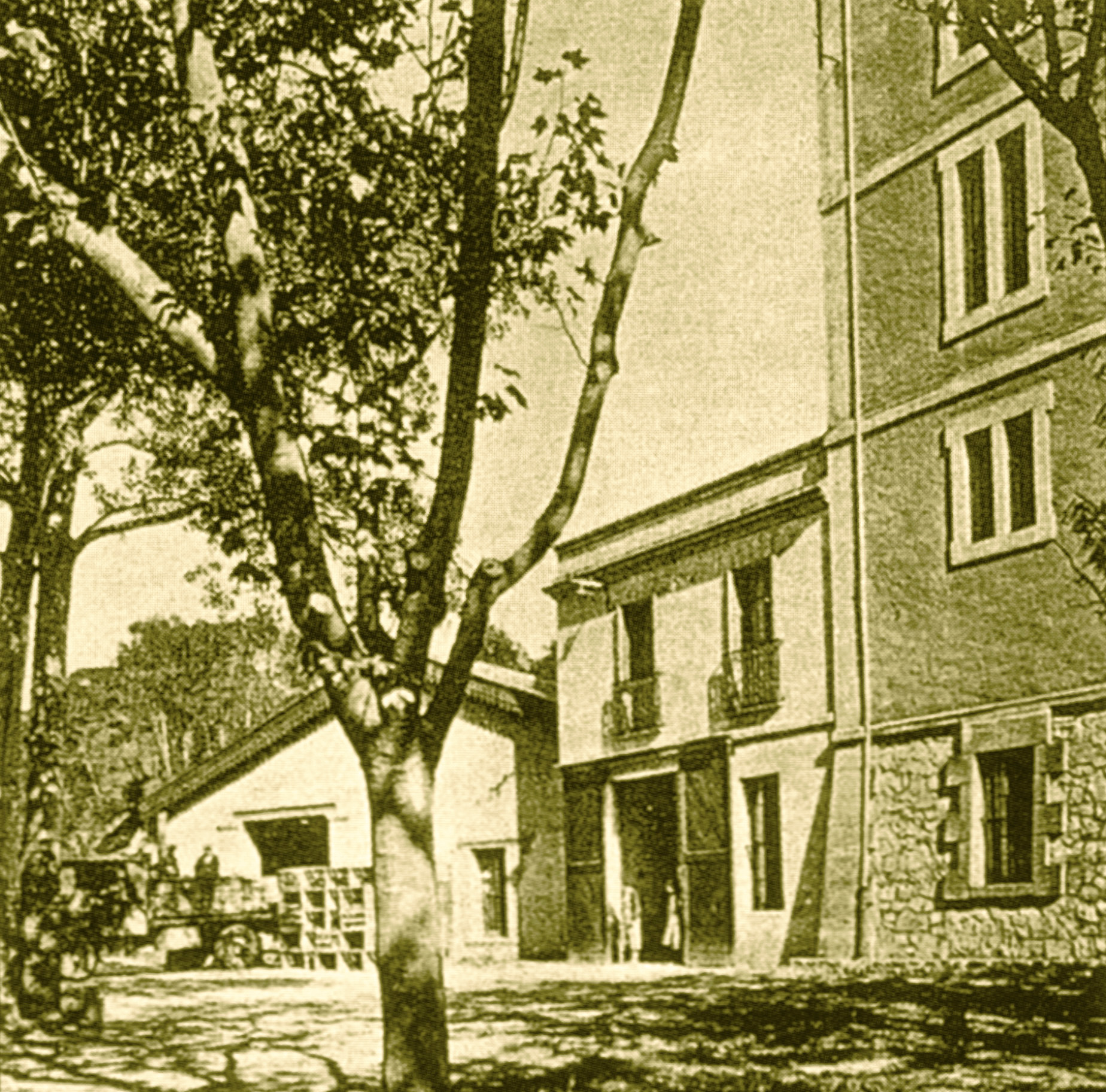
Centre d'embouteillage des eaux de Montmirail à la fin du XIXe siècle

La première mention de cette source fut faite en 1819 dans l'ouvrage du docteur M. Bressy, Élémens de thermométrie médicale, qui la décrivit à tort comme thermale.
Lors de la mise en exploitation, deux sources fournissaient sept litres d'eau par minute chacune. Les auteurs du Dictionnaire universel de matière médicale et de thérapeutique générale, la décrivirent ainsi, après analyse :

« Cette eau est froide, plus légère que l'eau distillée (0, 994), dépose des flocons onctueux, une boue noirâtre, bitumineuse, et contient par litre (d'après une analyse faite loin de la source, l'eau ayant perdu de son odeur, et, à ce qu'il parait, une portion de son hydrogène sulfuré) ; sulfate de chaux, 1, 208 grammes ; sulfate de magnésie, 0, 425 ; sulfate de soude, 0, 291 ; carbonate de chaux, 0, 3717 ; ; carbonate de magnésie, 0, 100 ; gaz hydrogène sulfuré, 1 centilitre ; acide carbonique, qui ne se sépare de l'eau que par l'action du calorique, 2 centilitres »

— F. V. Mérat et A. J. de Lens.
L'exploitation de la Source Verte par un établissement thermal fut accordée à M. Bourbousson de Vacqueyras, par l'arrêté 26 mai 1859, mais la déclaration d'intérêt public retirée 11 mai 1860.
Théophile Boursousson, médecin de formation, et député de Vaucluse, a commencé sa carrière professionnelle aux thermes de Montmirail.
Le projet de gare à Sarrians est renommé « gare de Sarrians-Montmirail » le dimanche 30 juillet 1993 par décision ministérielle. La station de « Montmirail-les-Bains », sur le territoire de la commune de Gigondas, fête cette décision. Dans son édition publiée en 1893, le Guide pratique des eaux minérales de la France et de l'étranger indique à la rubrique Montmirail que l'établissement central de la station (eau sulfatée sodique et magnésienne froide) est desservie par la compagnie du chemin de fer de Lyon à la « gare de Sarrians » après un voyage en train de quatorze heures depuis Paris. À la gare un service de Voiture d'Orange à Montmirail transporte les curistes en une heure et vingt-cinq minutes.

## Cure
Au milieu du XIXe siècle, la saison commençait à fin juin et finissait à la mi-septembre. La cure, qui durait deux semaines, consistait à prendre cette eau en boissons et en bains. L'établissement ne pouvant loger que 60 personnes, les autres curistes logeaient à Vacqueyras. Les mêmes auteurs expliquent : 

« On prend l'eau de grand matin, par verrées de 8 onces, de quart d'heure en quart d'heure, depuis 4 jusqu'à 20, 25, et même 3o; à onze heures, on boit un bouillon gras ; on dîne à midi avec de la viande ; à cinq heures, on prend un bain à 25°, et à sept heures on soupe. »

Ces eaux passaient pour être souveraines pour le traitement des ulcères, des névroses, les maux d'estomac, du foie, des intestins, les rhumatismes articulaires, les diarrhées chroniques, et surtout les scrofules, les dartres et les fièvres rebelles.